# 세우수 아모링

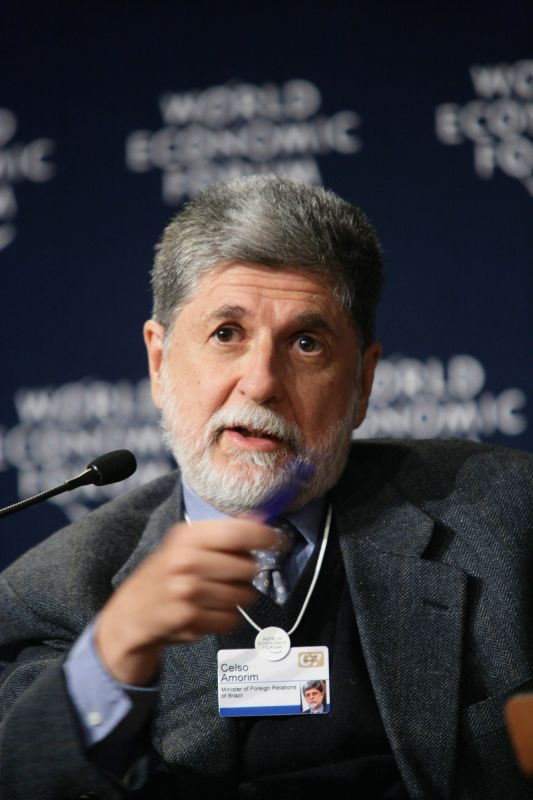
2007년 세계 경제포럼에서 발언하는 아모링 장관

세우스 루이스 누니스 아모링(포르투갈어: Celso Luiz Nunes Amorim, 1942년 6월 3일 ~ )은 브라질의 외교관·정치인으로, 현직 외무장관이다.
상파울루주 산투스에서 태어났다. 히우브랑쿠 대학교와 빈의 외교 대학교에서 국제정치학을 전공했다. 히우브랑쿠 대학교와 브라질리아 대학교 포르투갈어 및 정치학 교수로 재직했다. 1987년부터 여러 정부 부처에서 국제 관계 업무를 담당했고, 이타마르 프랑쿠 정부 하에서 1993년부터 1995년까지 외무 장관으로 재직했다. 그 후 주 유엔과 세계 무역 기구 대사를 거쳐 2001년부터 2002년까지 영국 대사로 재임하다, 루이스 이나시우 룰라 다 시우바 대통령이 그를 외무부 장관으로 임명하여 2003년부터 외무장관으로 재직중이다. 유엔 안보리 상임이사국 진출을 시도하고, 브릭스의 일원으로 외교적 노력을 기울이는 등, 새로운 대국으로서의 브라질 위상 강화에 노력하고 있다. 한편 2009년 10월 7일, 미국의 외교관계 잡지 《포린 폴리시》의 블로거 데이비드 로스코프는 그를 "세계 최고의 외무장관"(world's best foreign minister)으로 선정하였다.

## 참고
1. ↑  (영어) Brazil will not 'sell' Amazon 보관됨 2007-03-08 - 웨이백 머신 Gulfnews
2. ↑  (포르투갈어) 브라질 외교부 웹사이트 - 세우수 아모링 프로필 소개 보관됨 2009-06-22 - 웨이백 머신
3. ↑  목청 키우는 브라질 독자외교 서울신문 2010년 4월 17일
4. ↑  동에 번쩍 서에 번쩍 브라질 '광폭 행보' [깨진 링크(과거 내용 찾기)] 한국일보 2009년 7월 31일
5. ↑  (영어)David Rothkopf (2009-10-07). "The world’s best foreign minister" 보관됨 2010-04-29 - 웨이백 머신, Foreign Policy.